# 그리스와 덴마크의 공주 에카테리니
그리스와 덴마크의 공주 에카테리니(그리스어: Αικατερίνη, 1913년 5월 4일 ~ 2007년 10월 2일)은 1947년부터 2007년까지 영국에서 캐서린 브란트람(Lady Katherine Brandram)이라는 이름으로 활동했으며, 콘스탄티노스 1세와 프로이센의 소피아 사이에서 태어난 셋째 딸이자 막내였다.